# Emma Hewitt
Emma Hewitt (née le 28 avril 1988) est une chanteuse, compositrice, auteure et interprète australienne.

## Biographie

### Enfance et formation
Dans une entrevue, elle déclare être intéressée par la musique depuis « [son] plus jeune âge ».

### Carrière
Emma Hewitt est membre du groupe de rock australien Missing Hours. Avec ce groupe elle sort un album éponyme en octobre 2008. Le groupe se sépare après que les membres aient décidés de suivre des carrières différentes.